# 帕特里克 (南卡罗来纳州)
帕特里克（英文：Patrick），是美国南卡罗来纳州下属的一座城市。城市类型是“Town”。其面积大约为0.96平方英里（2.48平方公里）。根据2010年美国人口普查，该市有人口351人，人口密度约为每平方 英里366.01人（约合每平方公里141.32人）。